# 普里維特涅 (穆羅瓦尼庫里利夫齊區)
48°47′42″N 27°48′48″E / 48.79500°N 27.81333°E
普里維特涅（烏克蘭語：Привітне），是烏克蘭的村落，位於該國西南部文尼察州，由莫希利夫-波季利斯基區負責管轄，面積2.15平方公里，海拔高度241米，2001年人口539，人口密度每平方公里250.93人。